# Aeroporto de Bani Ualide
Aeroporto de Bani Ualide (IATA: QBL, ICAO: HLZN) é um aeroporto que serve a cidade de Bani Ualide, na Líbia. 
O VOR-DME  de Beni Ualide (identificação: WLD) é de 7,1 km ao nordeste do aeroporto. O farol não-direcional Beni Ualide (identificação: WLD) fica a 6 km (3 km) a leste do aeroporto.
É um aeroporto de grande importância na África além de moderno.